# Dell Streak 5

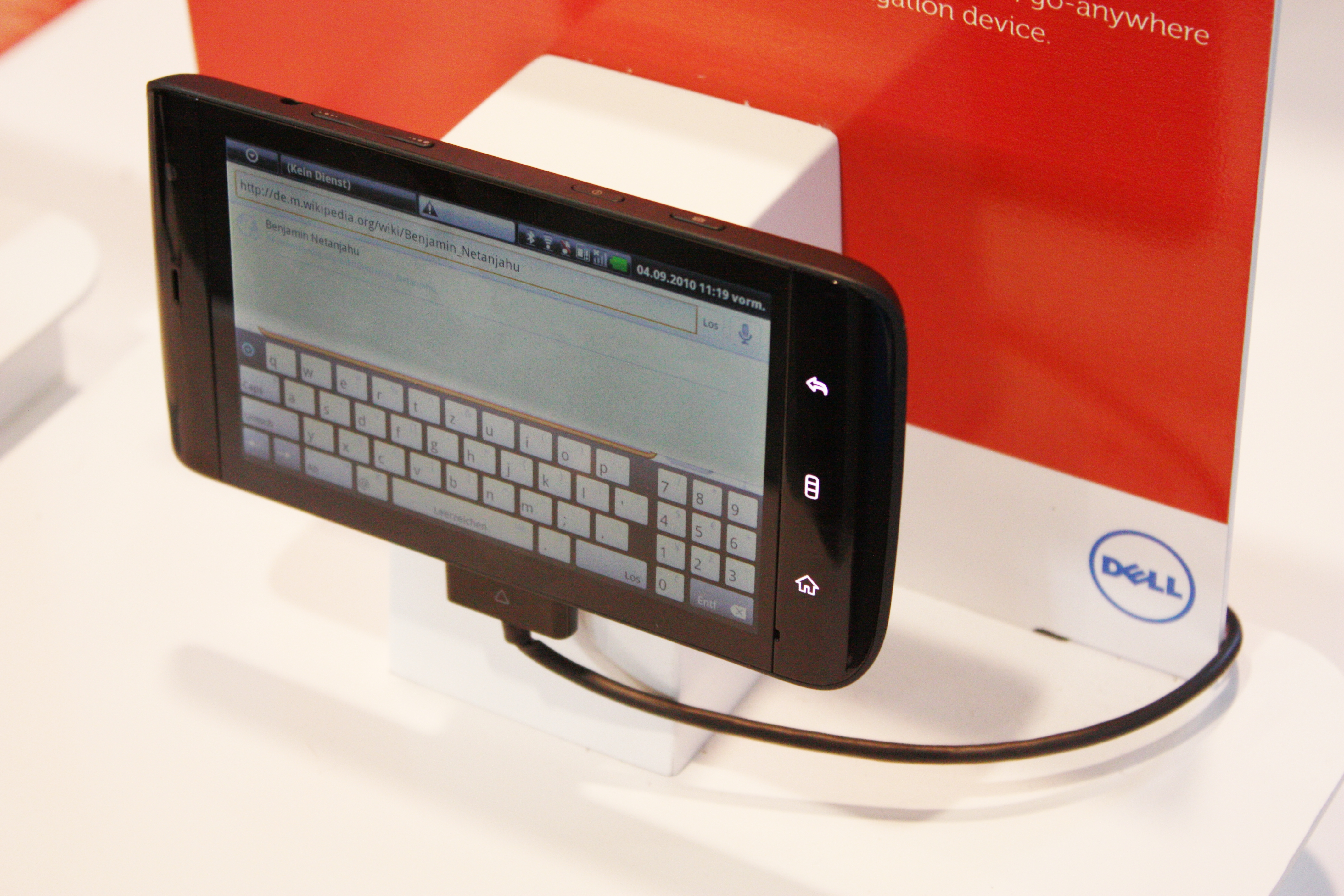
De Dell Streak 5 op IFA 2010 in Berlijn.

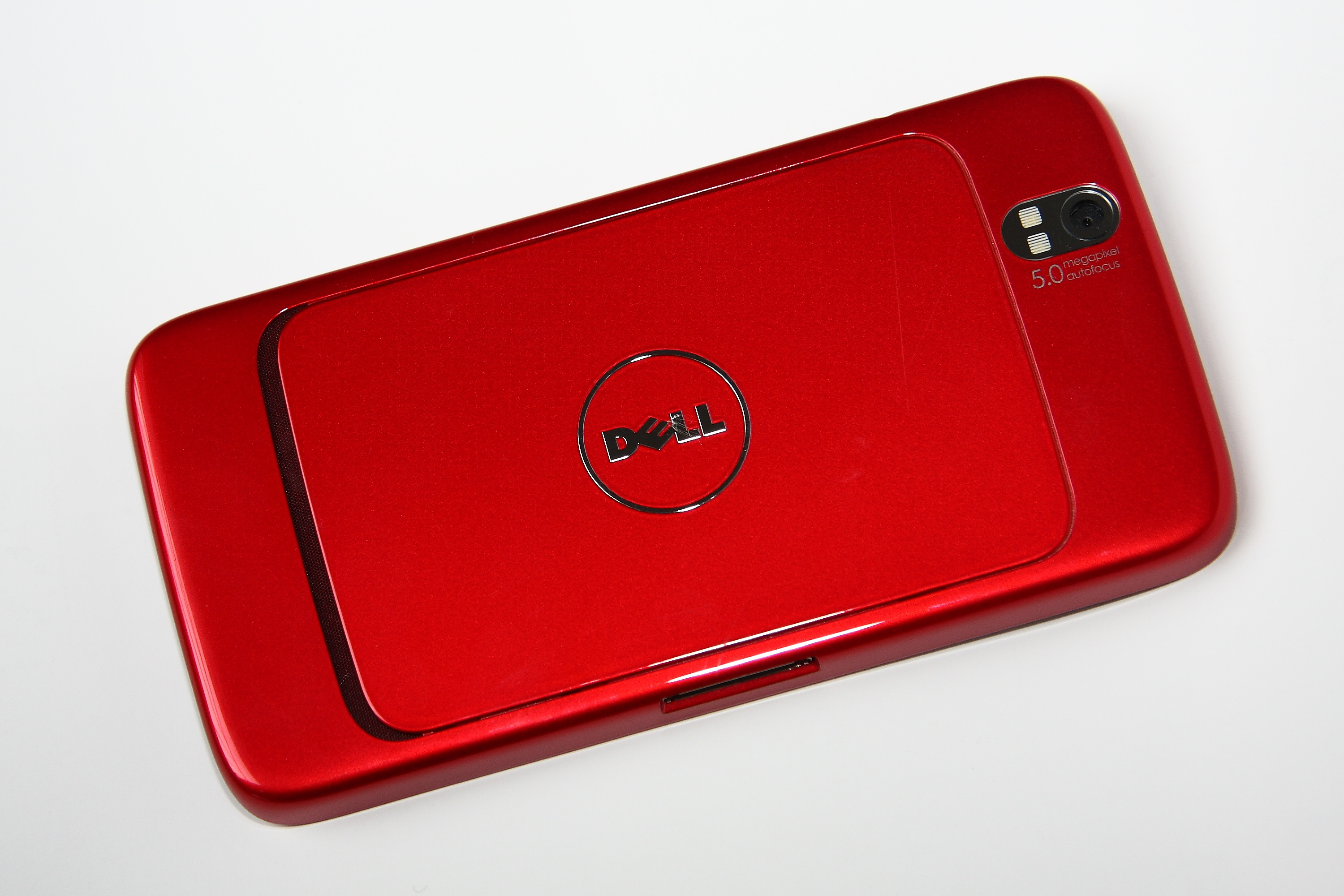
Achterkant van de Dell Streak 5.

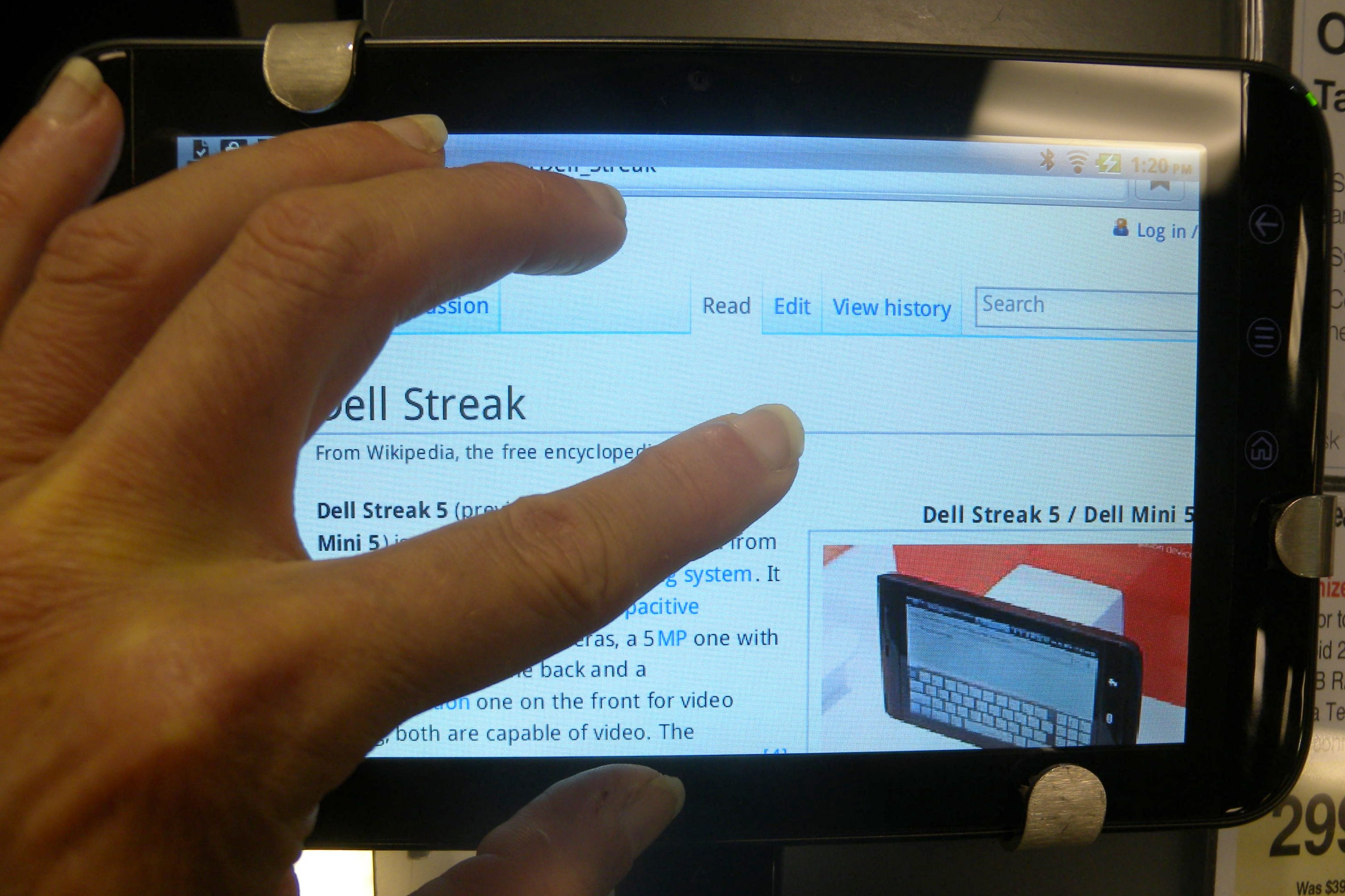
De Dell Streak 7

De Dell Streak 5 is een phablet geproduceerd door het Amerikaanse computerbedrijf Dell. De Streak 5 is op 4 juli 2010 geïntroduceerd in het Verenigd Koninkrijk. De phablet maakte deel uit van een de Streak-serie, waartoe ook de Dell Streak 7 (zie onderste afbeelding) en de Dell Streak 10 behoren. De Streak 5 en 7 worden niet meer verkocht, alleen de Streak 10 nog in China.

## Hardware
De phablet beschikt over een 5 inch groot tft-lcd-touchscreen gemaakt van het ijzersterke Gorilla Glass, hierdoor zou het scherm wel tegen een stootje kunnen. De Streak 5 beschikt over een singlecore-processor van chipmaker Qualcomm van het type QSD 8250. Ook beschikt de phablet over belfunctionaliteit, hier is wel een bluetooth-headset voor nodig.

## Specificaties
| Kenmerk           | Dell Streak 5                              |
| ----------------- | ------------------------------------------ |
| Besturingssysteem | Android 1.6 (upgrade naar 2.2 beschikbaar) |
| Processor         | 1 GHz                                      |
| Opslaggeheugen    | 1,63 GB (uitbreidbaar tot 32 GB via SD)    |
| Schermgrootte     | 5 inch                                     |
| Schermresolutie   | 800 x 480 pixels, 186 ppi                  |
| Gewicht           | 220 gram                                   |
| Afmetingen        | 152,9 x 79,1 x 9,98 mm                     |
| Camera (achter)   | 5 MP                                       |
| Camera (voor)     | VGA-resolutie                              |
| Batterij          | 1530 mAh                                   |

## Kritiek
Dell kreeg flink wat kritiek op de Streak 5, vanwege de vele bugs die in Android 1.6 (ook wel Donut genoemd) zaten. Dell probeerde dit probleem op te lossen met verschillende upgrades tot versie 2.2 (Froyo), maar de klachten over de bugs bleven bestaan, er kwamen zelfs klachten bij over verwijderde functionaliteit. Ook zou het ontvangst tijdens het bellen niet van de beste kwaliteit zijn.